# War Machine (film)
War Machine is een Amerikaanse satirische oorlogsfilm uit 2017 die geschreven en geregisseerd werd door David Michôd. Het verhaal werd gebaseerd op het non-fictieboek The Operators van journalist Michael Hastings. De hoofdrol wordt vertolkt door Brad Pitt.

## Verhaal
Omdat de Afghaanse oorlog niet verloopt zoals gepland, wordt de militaire bevelhebber aan de kant geschoven en vervangen door viersterrengeneraal Glen McMahon. De generaal wordt naar Afghanistan gestuurd om op succesvolle wijze een einde te maken aan de oorlog. In het land krijgt hij de leiding over de Amerikaanse troepen en de internationale coalitie. Om een idee te krijgen welke militaire stappen ondernomen moeten worden om de oorlog te winnen, brengt hij een bezoekje aan de Afghaanse president Hamid Karzai en trekt hij door het land om de stand van zaken te achterhalen. McMahon stelt al snel vast dat de Amerikaanse pogingen om de lokale bevolking op te leiden en een democratie op te richten weinig succesvol zijn.
Hoewel zijn politieke opdrachtgevers hem afraden om extra troepen te vragen, besluit McMahon de oninneembaar geachte provincie Helmand in te nemen en om 40.000 extra troepen te vragen. Door Helmand, en nadien Kandahar, te veroveren, wil hij het vertrouwen winnen van de lokale bevolking. President Barack Obama geeft slechts 30.000 van de gevraagde 40.000 troepen vrij en kondigt in een persconferentie aan dat hij zijn leger binnen 18 maanden uit Afghanistan wil terugtrekken. Als een gevolg daarvan moet McMahon met zijn trouwe assistenten, vervreemde echtgenote en een journalist van Rolling Stone door Europa reizen om bij de coalitiepartners om extra troepen te vragen.
In Europa wordt hij aan de tand gevoeld door kritische politici, wordt hij opgehouden door vulkaanuitbarstingen en geconfronteerd met zijn vervreemde echtgenote die ondanks weinig aandacht en liefde trouw achter hem blijft staan. Terwijl zijn assistenten de tijd doden door te drinken, raakt McMahon zelf steeds meer gevangen in de politieke bureaucratie achter de oorlog. Hoewel hij uiteindelijk extra troepen krijgt, lijkt het er steeds meer op dat er in Afghanistan niks te winnen valt.
Wanneer vervolgens de invasie van Helmand op een teleurstelling uitdraait en Rolling Stone een vernietigend artikel over McMahon en zijn assistenten publiceert, wordt de generaal aan de kant geschoven en vervangen door een nieuwe militaire bevelhebber genaamd Bob.

## Rolverdeling
| Acteur               | Personage              |
| -------------------- | ---------------------- |
| Brad Pitt            | Generaal Glen McMahon  |
| Ben Kingsley         | President Hamid Karzai |
| Anthony Michael Hall | Greg Pulver            |
| Topher Grace         | Matt Little            |
| John Magaro          | Cory Staggart          |
| Anthony Hayes        | Pete Duckman           |
| Emory Cohen          | Willy Dunne            |
| RJ Cyler             | Andy Moon              |
| Daniel Betts         | Simon Ball             |
| Scoot McNairy        | Sean Cullen            |
| Will Poulter         | Ricky Ortega           |
| Lakeith Stanfield    | Korporaal Billy Cole   |
| Meg Tilly            | Jeanie McMahon         |
| Alan Ruck            | Pat McKinnon           |
| Griffin Dunne        | Ray Canucci            |
| Josh Stewart         | Kapitein Dick North    |
| Tilda Swinton        | Duitse politica        |
| Russell Crowe        | Bob White              |

## Trivia
- De personages Glen McMahon en Greg Pulver werden gedeeltelijk gebaseerd op respectievelijk Stanley McChrystal en Michael Flynn.
- Acteurs Brad Pitt en Scoot McNairy werkten eerder al samen aan Killing Them Softly (2012) en 12 Years a Slave (2013).
- De opnames vonden plaats op verschillende locaties in de Verenigde Arabische Emiraten, waaronder Dubai, Ras al-Khaimah en Abu Dhabi. Er werd ook gefilmd aan Dunsfold Aerodrome in Surrey (Engeland).